# Chung-Ming Wang
Chung-Ming Wang (Chino: 王鐘銘; pinyin: Wáng Zhōngmíng; Tamsui, 8 de diciembre de 1978) es un político, activista por los derechos LGBT, ambientalista y wikimedista taiwanés.

## Biografía
Wang nació en Nueva Taipéi, el 8 de diciembre de 1978. Estudió en la Universidad Nacional Chung Cheng y trabajó como editor de libros y revistas antes de dedicarse a la política y el activismo.

## Trayectoria política
En 2006 se unió al Partido Verde de Taiwán, donde actualmente integra el comité ejecutivo central. En 2010 se presentó como candidato a concejal por la ciudad de Nueva Taipéi, y en 2012 se preveía su postulación para las elecciones legislativas. Wang es abiertamente gay y ha promovido activamente los derechos de la comunidad LGBT en la política taiwanesa.

## Activismo

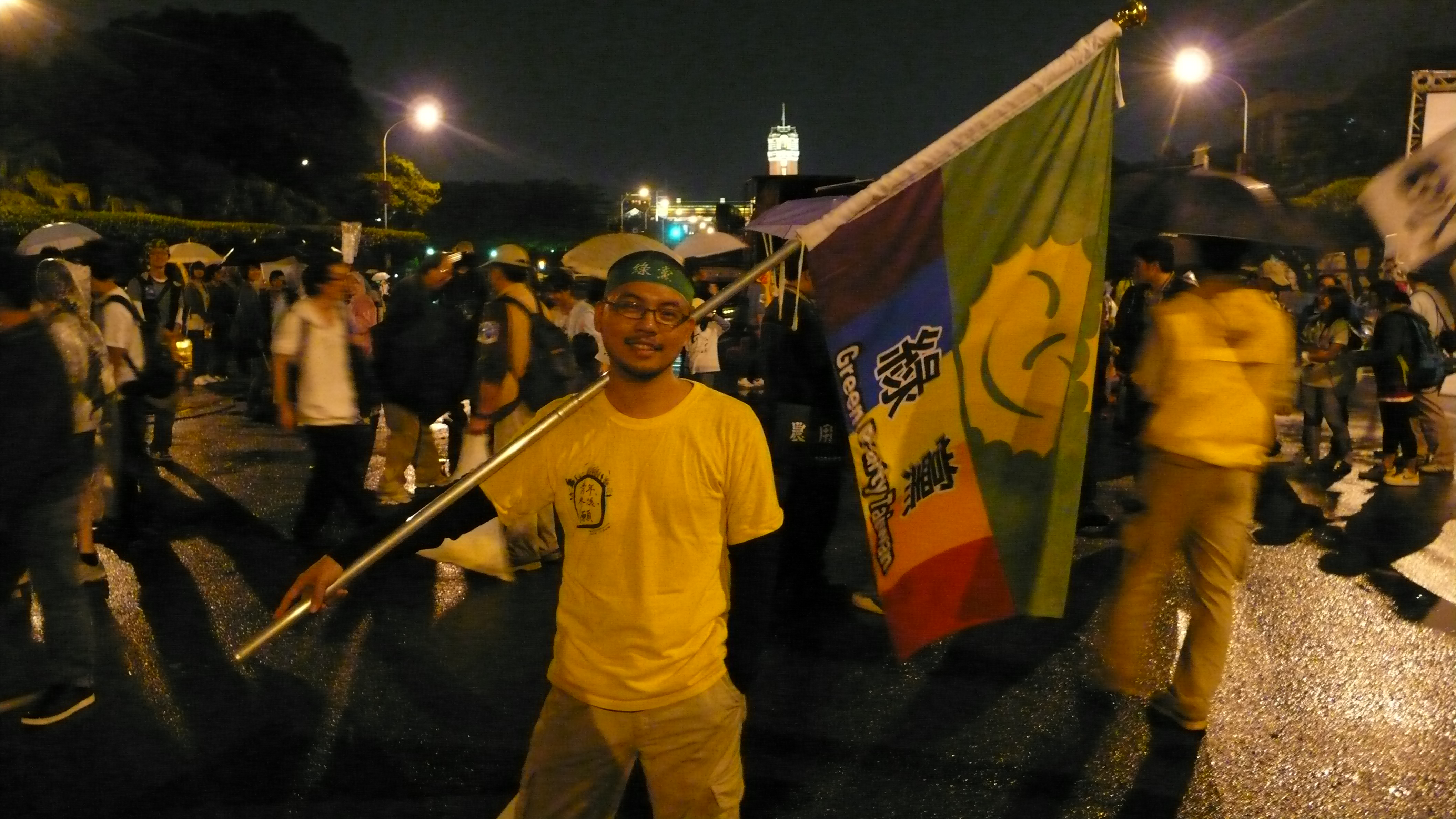
Wang en una manifestación ambiental en 2010

### Derechos civiles y medioambiente
Wang ha estado involucrado en diversas campañas de protesta. En octubre de 2011 participó en las manifestaciones inspiradas en el movimiento Occupy Wall Street, organizadas frente al rascacielos Taipéi 101, símbolo del poder económico.
El 17 de abril de 2012, por protestar contra el Proyecto de la Carretera de la Costa Norte de Tamsui, Wang presentó una demanda ante el Tribunal Administrativo Superior de Taiwán. El 4 de septiembre de 2013, el tribunal declaró inválido el informe de la EIA.

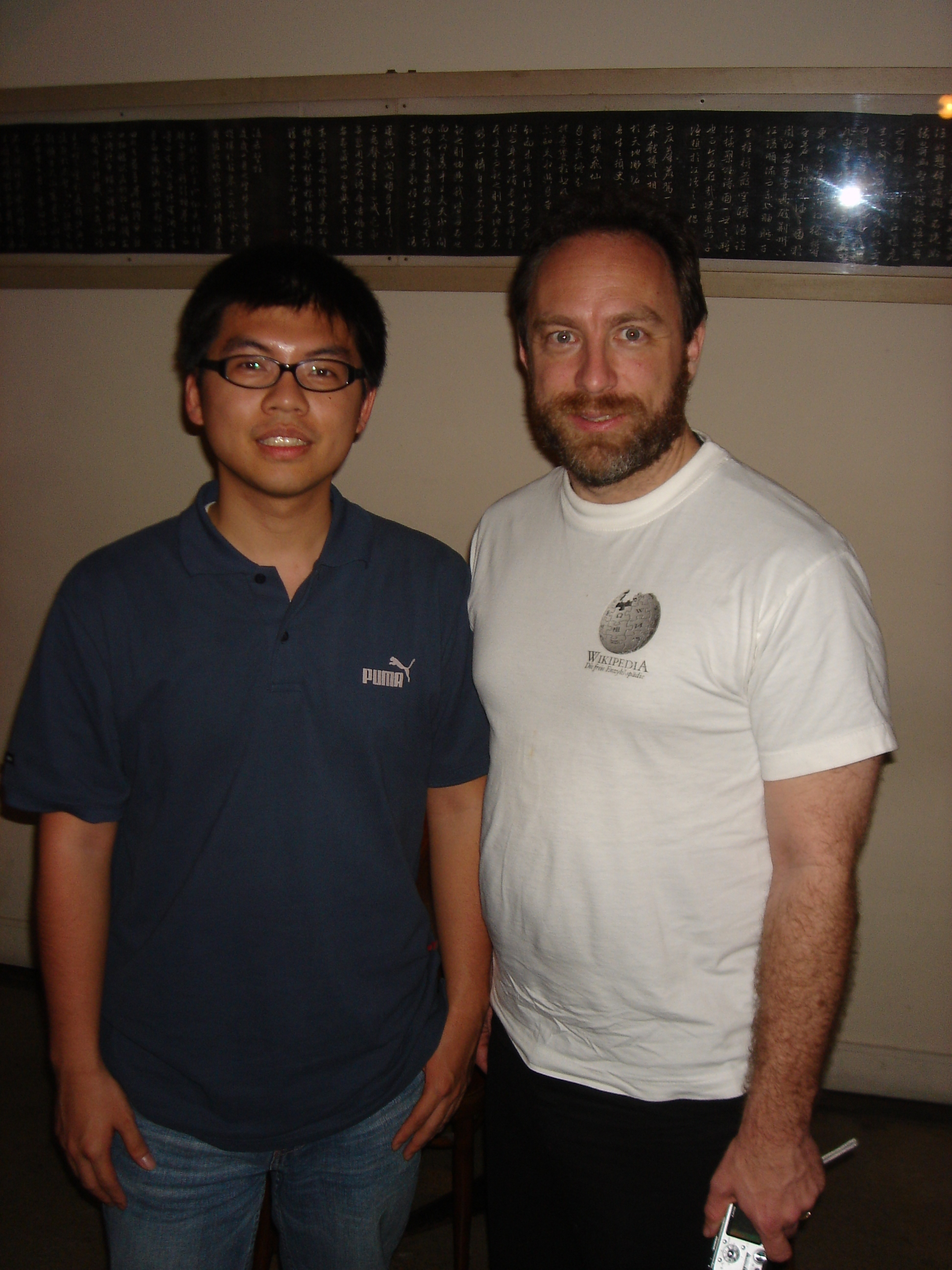
Wang junto a Jimmy Walles en 2006

En abril de 2013, Wang y otros miembros del grupo antinuclear se reunieron sobre desechos nucleares con el primer ministro de Taiwán, Jiang Yi-huah. Durante el mismo período, Wang se unió a una acción de ocupación de árboles.

### Procesos judiciales
Wang fue acusado de obstruir deberes oficiales y fue declarado culpable y encarcelado dos veces. Una vez fue por protestar contra la demolición de una comunidad de veteranos militares y la otra por protestar contra la eliminación de árboles para un proyecto de construcción pública. En ambos casos fue condenado a tres meses de prisión.

## Wikimedia
Chung-Ming Wang se unió a Wikipedia en marzo de 2004. Fue mencionado en el China Times en mayo de 2004, lo que lo convirtió en el primer wikipedista taiwanés sobre el que se informó en los medios.
Wang preparó la formación de Wikimedia Taiwán desde febrero de 2006 y fue elegido director en el primer Congreso de Wikimedia Taiwán.